# مناطق قطبی زمین

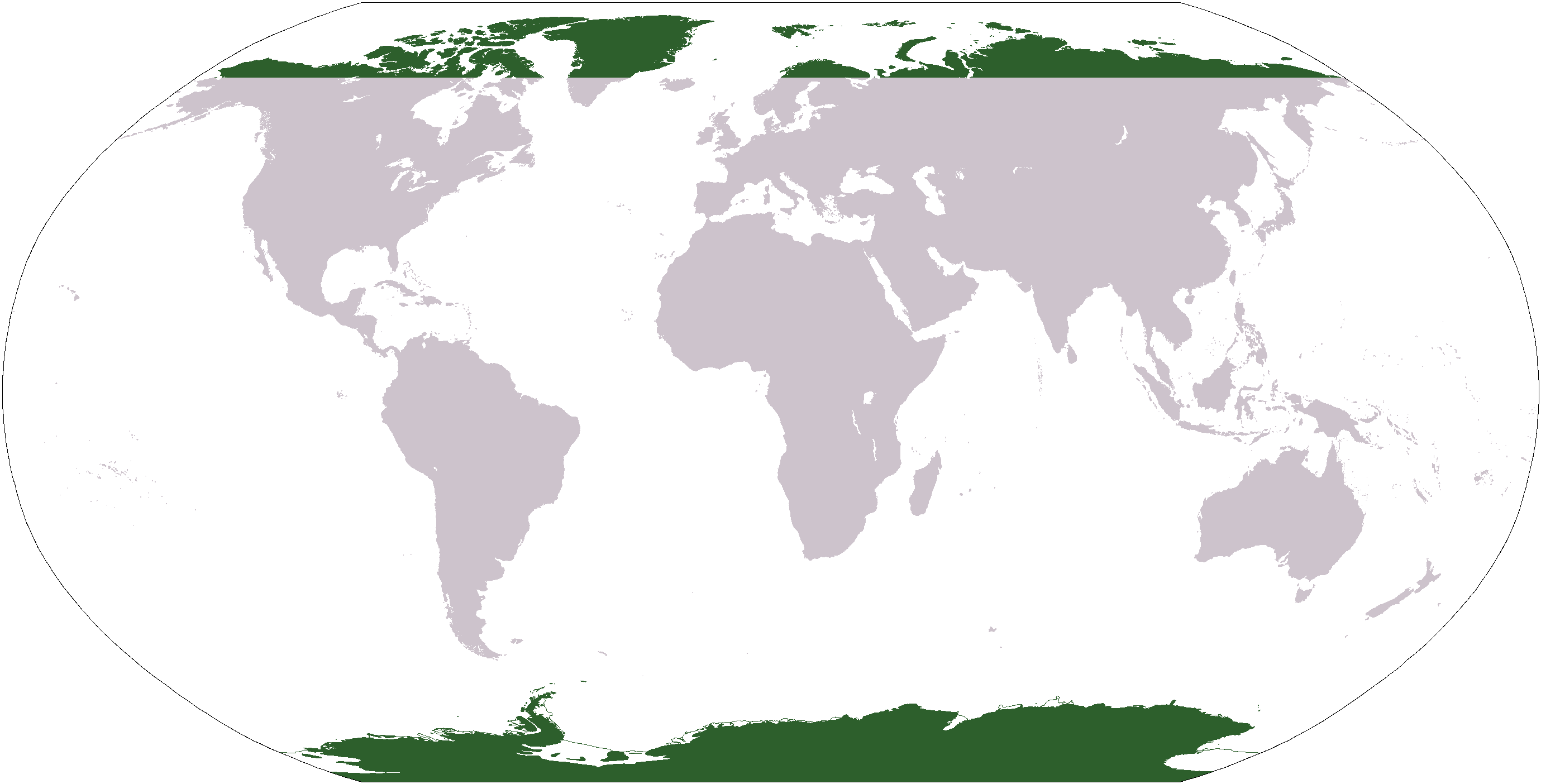
مناطق قطبی

مناطق قطبی به بخش‌هایی از کرهٔ زمین گفته می‌شود که در شمالگان و جنوبگان زمین قرار دارند. این نواحی آب و هوایی بسیار سرد و یخبندان دارد و با یخ‌هایی با ضخامت زیاد پوشیده شده است؛ ولی مدتی است که با گرم شدن کره زمین این توده‌های عظیم یخ در حال آب شدن می‌باشند.
۳۱ خرداد ماه شاهد بلندترین شب سال برای ساکنان قطب جنوب و در حقیقت شب یلدا در این بخش از زمین است.

## آب‌وهوا و اقلیم
در این مناطق به علت زاویه تابش خورشید آب و هوایی سرد و خشک حاکم می‌باشد از آنجایی که این مناطق از خط استوا بسیار دور هستند، حداقل نوری تابیده شده از خورشید را دریافت می‌کنند.
قطب‌ها توسط هوای سرد و نسبتاً خشکی پوشیده شده‌اند. در نزدیکی قطب‌ها، میزان بارش برف سنگین کم است، اما برف‌هایی که روی زمین‌های یخ زده جمع می‌شوند، تشکیل یخچال‌های بزرگی به نام کوه یخی می‌دهند. در طول تابستان تمام ۲۴ ساعت شبانه روز آفتاب می‌تابد و در طول زمستان تاریکی مطلق و همیشگی بر این نواحی حکمفرما است. هوای زمستانی قطب جنوب ممکن است تا ۵۸ درجه سانتیگراد(۱۲۱ درجه فارنهایت) زیر صفر سرد شود که این ناحیه را سردترین نقطه روی زمین می‌کند. زمین‌های سنگلاخی در اطراف قطب شمال در طول ۹ ماه از سال یخ زده هستند

## قطب شمال
قومهای بسیاری در ناحیهٔ قطب شمال سکنی دارند. از جمله کشورهایی که ادعای مالکیت ناحیهٔ قطب شمال را دارند عبارتند از: ایالات متحده آمریکا (آلاسکا)، کانادا، دانمارک (گرینلند)، نروژ، فنلاند، سوئد و روسیه.

## قطب جنوب
در منطقه قطب جنوب انسان‌های کمی زندگی می‌کنند که همه در پایگاه‌های آنجا قرار دارند ایستگاه تحقیقاتی مک موردو بزرگ‌ترین ایستگاه منطقه قطب جنوب می‌باشد که توسط ایالات متحده آمریکا ایجاد شده است. ایستگاه‌های موجود دیگر در این منطقه عبارتند از: ایستگاه پالمر و ایستگاه جنوبگان آمونسن–اسکات متعلق به ایالات متحده، ایستگاه وستوک متعلق به روسیه، همچنین کشورهای نیوزلندو آرژانتین هم دارای ایستگاه‌هایی در این منطقه می‌باشند.

## نگارخانه

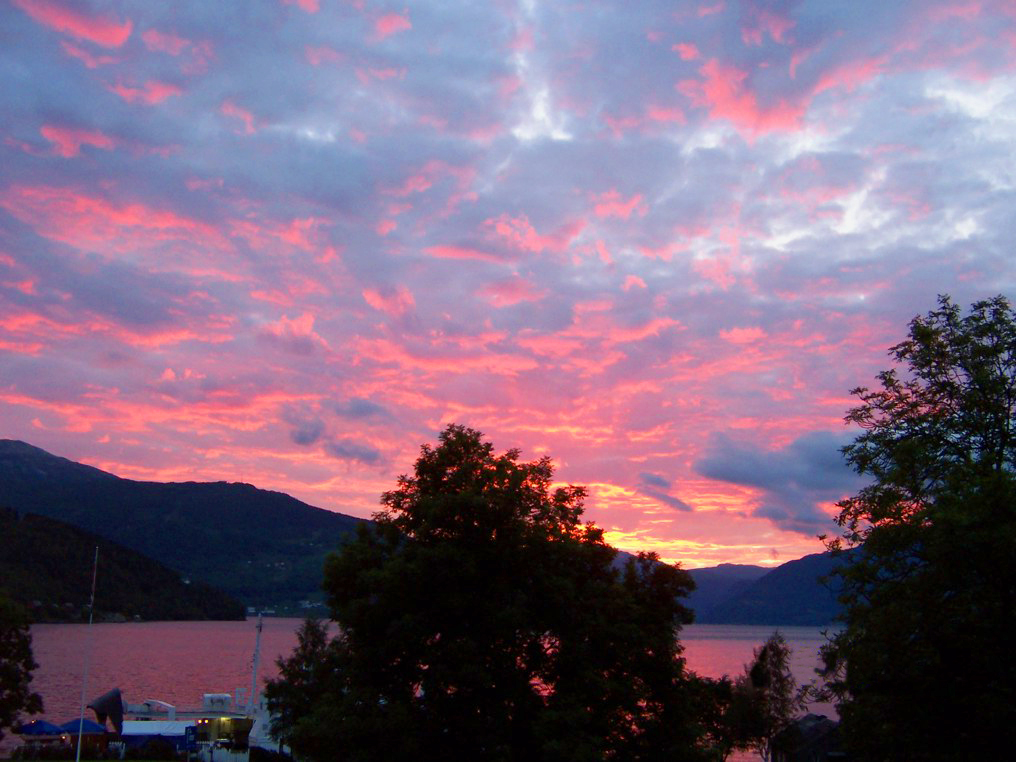
منطقه قطب شمال
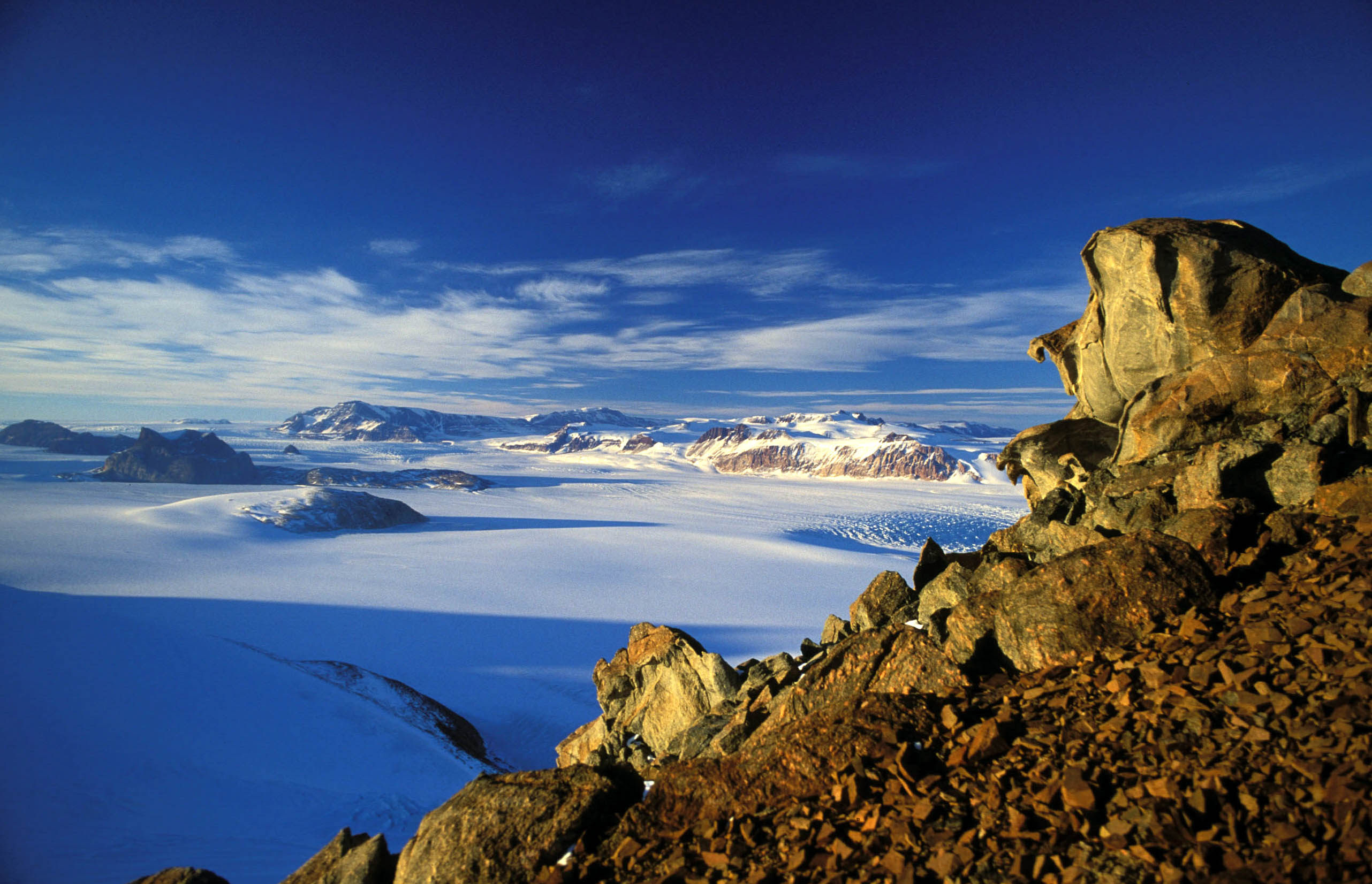
کوهی در قطب جنوب
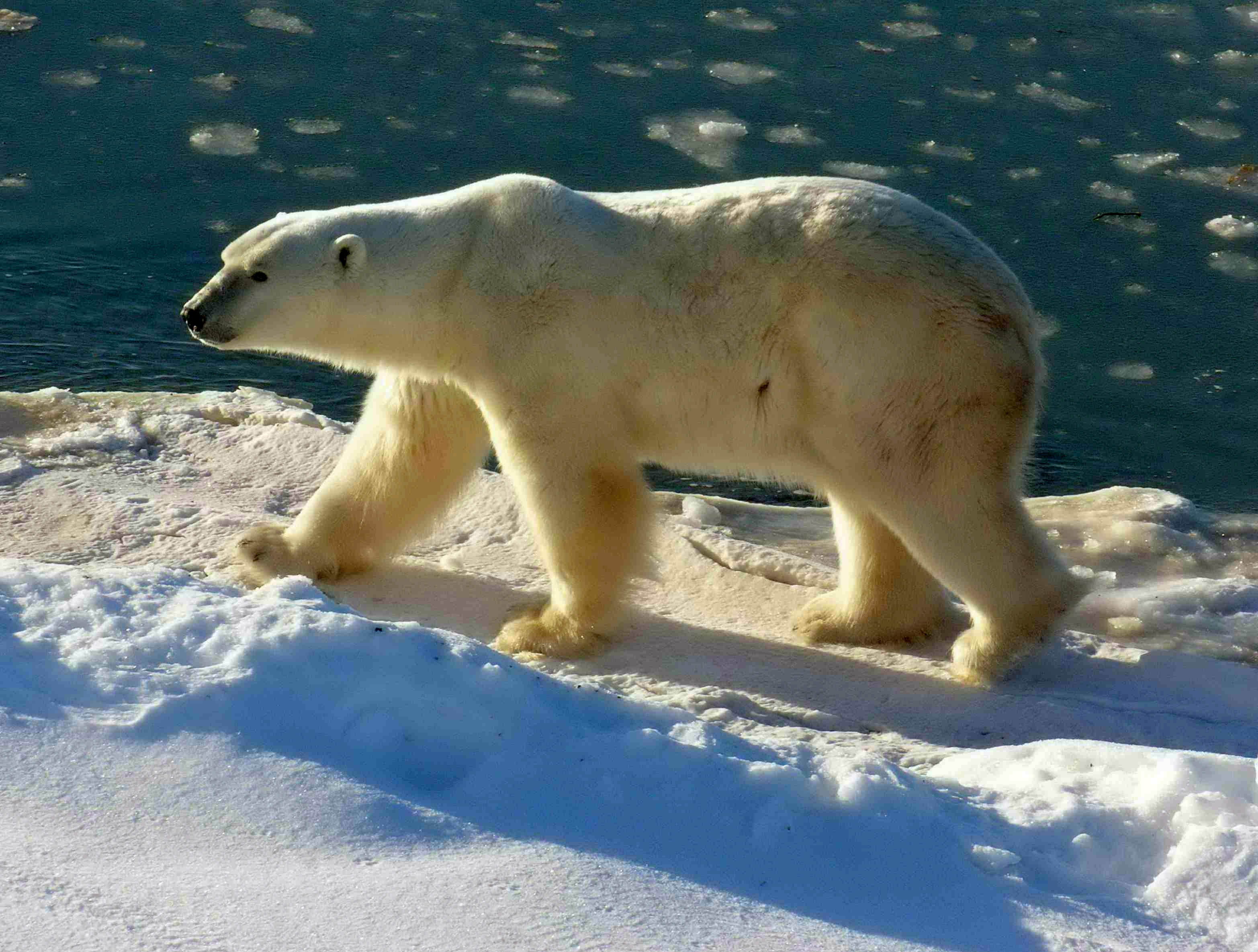
خرس قطبی در قطب شمال
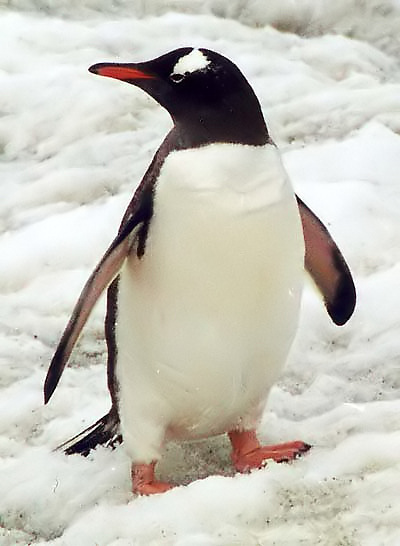
پنگوئن در قطب جنوب
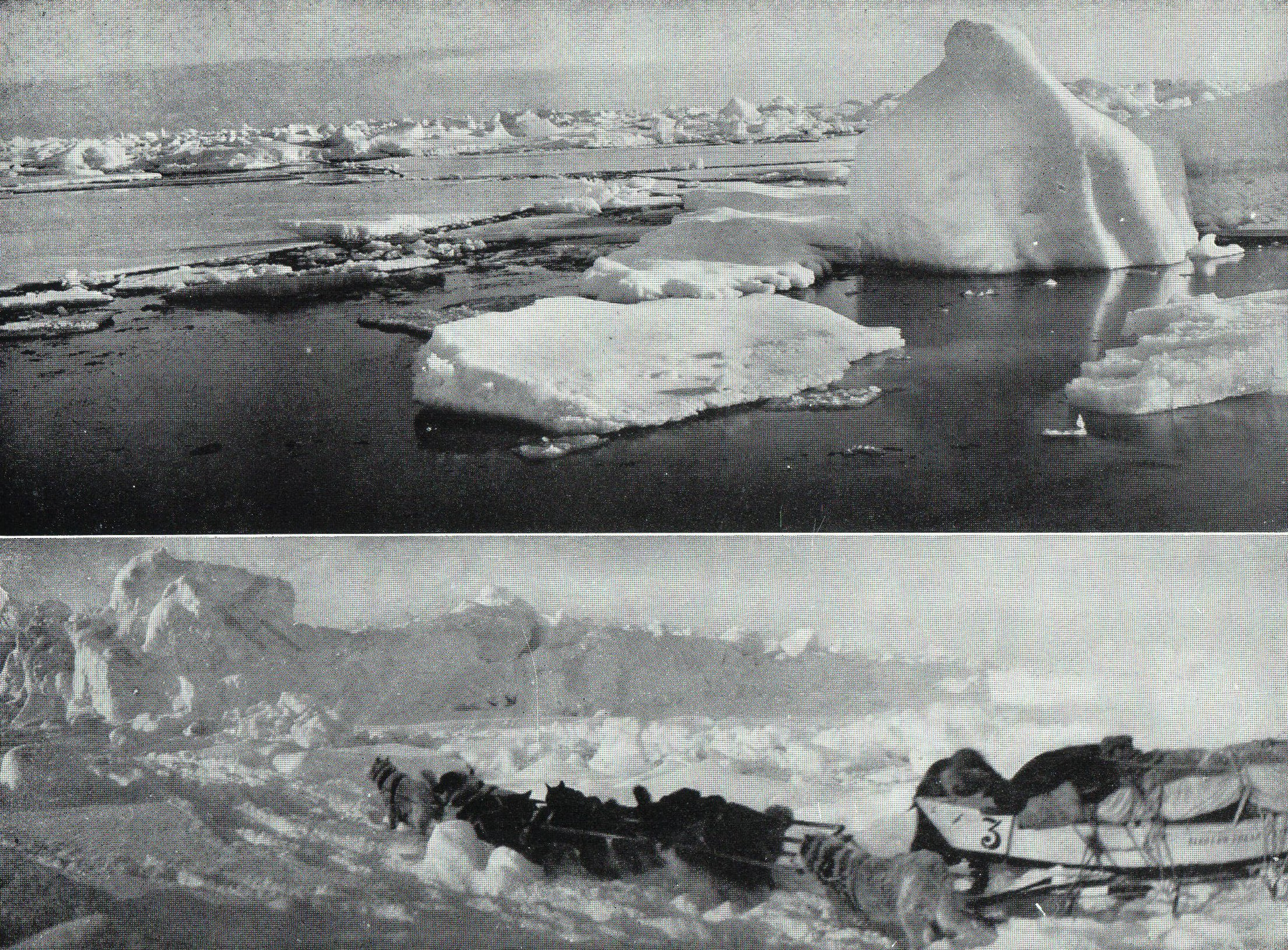
یخ‌های قطب
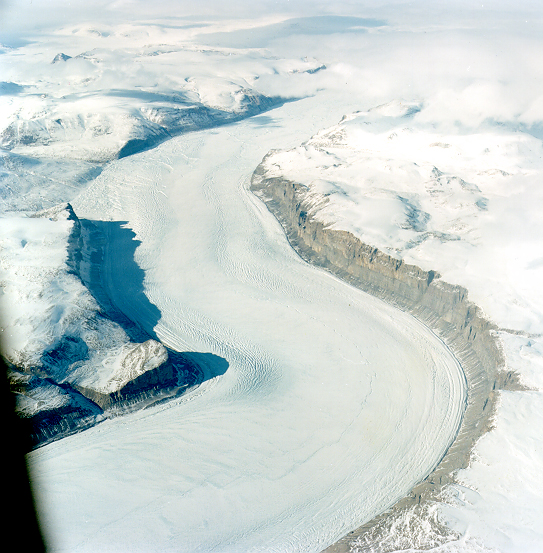
جریان یخ‌های قطبی
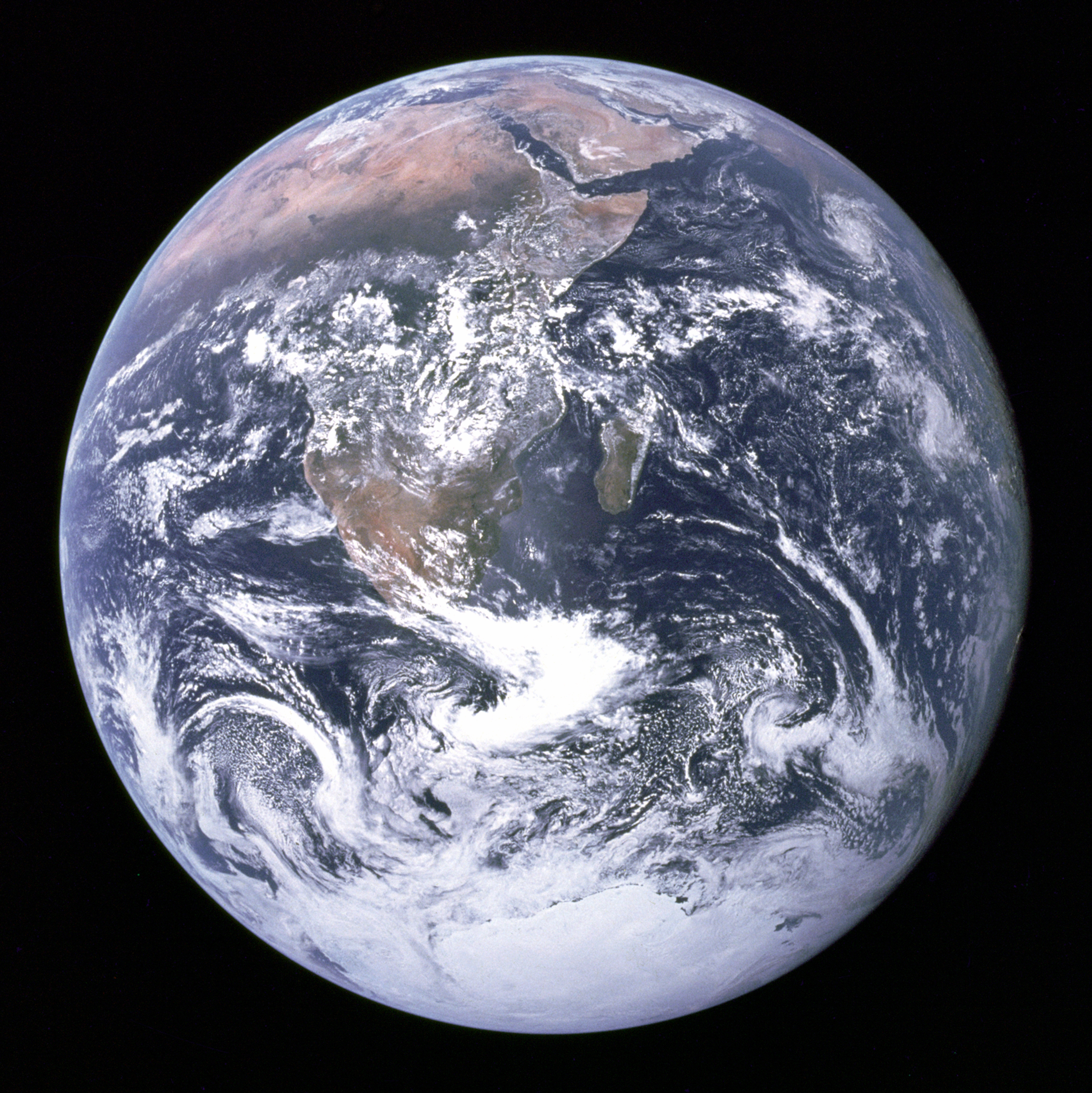
عکس از آپولو ۱۷
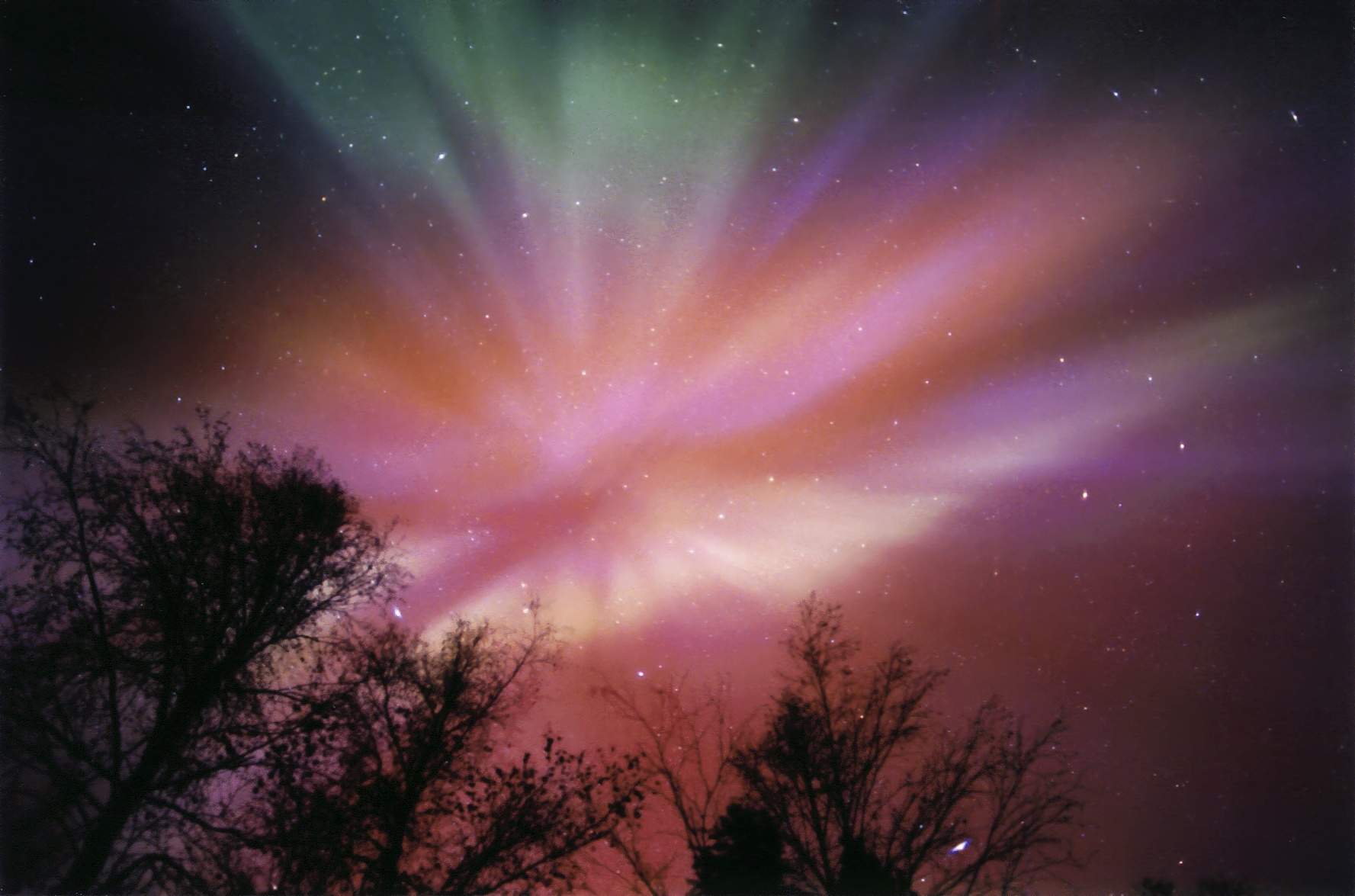
شفق قطبی